# Кульбаба Клокова
Кульбаба Клокова (Taraxacum klokovii) — вид квіткових рослин з родини айстрових (Asteraceae).

## Біоморфологічна характеристика
Це багаторічна рослина 5–15 см заввишки, гола, тільки коренева шийка шерстиста. Зовнішні листочки обгортки яйцювато-трикутні, витягнуті у вузеньке язичкоподібне закінчення. Квіткові голови (кошики) до 20 мм завдовжки зі світло-жовтими квітками.

## Поширення
Вид росте в Європі: Україна.
В Україні росте на солонцюватих карбонатних луках — у Лісостепу (Черкаська обл., Звенигородський р-н, Козацьке, Ставище) та Лівобережному Степу (м. Готвальд Харківської обл.).